# Simonino Ghilini

Stemma Ghilini

Simonino Ghilini (Alessandria, XIV secolo – Alessandria, 1449) è stato un nobile italiano.

## Biografia
Favorito di Filippo Maria Visconti, nacque ad Alessandria verso la fine del XIV secolo. Suo padre, Andrea, fu notaio e decurione della città. Terminati gli studi giuridici, letterari e d'arme, si trasferì probabilmente a Milano con suo zio Cristoforo Ghilini, già capitano di Monza. In breve tempo divenne parte dei familiares del duca Filippo Maria Visconti. Secondo gli "Annali di Alessandria", di Girolamo Ghilini, Simonino fu inviato dal duca a Cremona nel 1432 per convincere - anche con l'uso della forza od ucciderlo nel caso in cui non avesse accettato - Francesco Sforza a presentarsi a Milano per rendere conto di alcune sue iniziative. L'opera di convincimento ebbe successo e lo Sforza si presentò al duca che lo riammise alla sua grazia.
In quello stesso periodo Simonino fu impegnato in altre opere di diplomazia con Stefano di Maramonte comandante delle truppe venete poi passato sotto i Visconti. Da un lato vi erano i preparativi per alcune azioni offensive contro Venezia in accordo con Giorgio Castriota, dall'altro fu impegnato - in veste di procuratore ducale - a verificare se il papa, i veneziani e i fiorentini fossero disponibili a raggiungere la pace o quanto meno alla firma di una tregua. Considerati i buon risultati raggiunti, Lorenzo, fratello di Simonino, venne nominato dal duca di Milano giudice delle vettovaglie nel 1433, incarico che venne mantenuto a lungo. Come già accaduto per lo zio Cristoforo nel 1429, anche a Simonino e a Lorenzo, il 15 dicembre 1433 fu concesso il privilegio di esenzione da tutti gli oneri fiscali valido per tutto il ducato. Lo stesso privilegio venne ancora rinnovato nel 1437. In seguito, una volta proclamata l'Aurea Repubblica Ambrosiana, fuggì da Milano e nel 1449 ebbe un notevole peso nell'elezione di Guglielmo VIII del Monferrato a signore di Alessandria.